# Altenhorst (Schalksmühle)
Altenhorst ist ein Ortsteil der Gemeinde Schalksmühle im Märkischen Kreis im Regierungsbezirk Arnsberg in Nordrhein-Westfalen (Deutschland).

## Lage und Beschreibung
Der Wohnplatz befindet sich auf einem Höhenzug zwischen dem Großen Klagebach und der Linnepe an der Stadtgrenze zu Lüdenscheid. Er ist über eine Zufahrt von der Landesstraße 561 zu erreichen, die auch Schlöten, Horst und Golsberg anbindet.
Weitere Nachbarorte auf dem Schalksmühler Gemeindegebiet sind Lauenscheid, Lauenscheidermühle, Häuschen und Heedfeld, sowie auf Lüdenscheider Stadtgebiet Hülscheiderbaum, Hulsberg, Dönne, Lehmecke, Frohnenberg und Heide.
Bei Altenhorst entspringt ein Zufluss des Linnepe.

## Geschichte
Altenhorst gehörte bis zum 19. Jahrhundert der Midder Bauerschaft des Kirchspiels Hülscheid an. Ab 1816 war der Ort Teil der Gemeinde Hülscheid in der Bürgermeisterei Halver im Kreis Altena, 1818 lebten acht Einwohner im Ort. Der laut der Ortschafts- und Entfernungs-Tabelle des Regierungs-Bezirks Arnsberg als Hof kategorisierte Ort besaß 1839 unter dem Namen Altehorst zwei Wohnhäuser und zwei landwirtschaftliche Gebäude. Zu dieser Zeit lebten 14 Einwohner im Ort, allesamt evangelischen Bekenntnisses.
1844 wurde die Gemeinde Hülscheid mit Altenhorst von dem Amt Halver abgespaltet und dem neu gegründeten Amt Lüdenscheid zugewiesen. 
Der Ort ist auf der Preußischen Uraufnahme von 1840 als Horst verzeichnet. Ab der Preußischen Neuaufnahme von 1892 ist der Ort auf Messtischblättern der TK25 als Altenhorst verzeichnet.
Die Gemeinde- und Gutbezirksstatistik der Provinz Westfalen führt 1871 den Ort als Hof unter dem Namen Altehorst mit zwei Wohnhäusern und acht Einwohnern auf.  Das Gemeindelexikon für die Provinz Westfalen gibt 1885 für Altenhorst eine Zahl von drei Einwohnern an, die in einem Wohnhaus lebten. 1895 besitzt der Ort ein Wohnhaus mit sechs Einwohnern, 1905 werden ein Wohnhaus und sieben Einwohner angegeben.
1969 wurden die Gemeinden Hülscheid und Schalksmühle zur amtsfreien Großgemeinde (Einheitsgemeinde) Schalksmühle im Kreis Altena zusammengeschlossen und Altenhorst gehört seitdem politisch zu Schalksmühle, das 1975 auf Grund des Sauerland/Paderborn-Gesetzes Teil des neu geschaffenen Märkischen Kreises wurde.